# Huntington Beach
Huntington Beach, fundada en 1909, es una ciudad del condado de Orange, en el estado estadounidense de California. Su nombre honra la memoria de Henry E. Huntington, empresario estadounidense, magnate de los ferrocarriles y coleccionista de arte y de libros raros.[cita requerida] En el 2020, tenía una población de 198,711 habitantes y una densidad poblacional de 2,700 personas por km². La ciudad limita con el océano Pacífico al oeste, con Sal Beach al norte, con Costa Mesa al sur, con Westminster al noreste y con Fountain Valley al este.[cita requerida]
La ciudad es conocida por su playa (13,7 km) y por sus excelentes condiciones para el surf. Las olas poseen un efecto natural único, por las corrientes que llegan desde la isla Santa Catalina.[cita requerida]
En esta ciudad, James Owen Sullivan, alias The Rev, formó la banda Avenged Sevenfold, en 1999. Allí viven, también, los integrantes de Emblem3.[cita requerida]

## Geografía
Según la Oficina del Censo, la ciudad tiene un área total de 81,7 km² (31,5 mi²), de la cual 68,3 km² (26,4 mi²) es tierra y 13,4 km² (5,2 mi²) (16.38%) es agua.

## Demografía
Según la Oficina del Censo, en el 2007 los ingresos medios por hogar en la localidad eran de US$ 81,112, y los ingresos medios por familia eran de US$101,023. Los hombres tenían un ingreso promedio de US$54,018, en comparación con los US$38,046 de las mujeres. La renta per cápita para la localidad era de US$36,964. Alrededor del 6.6% de la población estaba por debajo del umbral de pobreza.

## Ciudades hermanadas
- Anjō, Aichi, Japón.
- Manly, Nueva Gales del Sur, Australia.
- Waitakere, Auckland, Norte, Nueva Zelanda.